# Orde van het Bloed

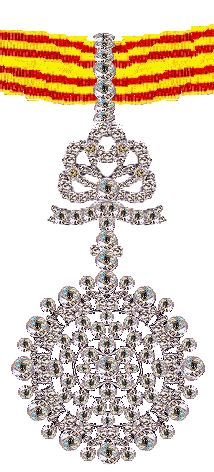
Juweel

Het wapen met de Orde van het Bloed

De Orde van het Bloed, of "Nishan ud-Dam" werd in 1839 door Mustafa Pasha-Bey, de bey van Tunis gesticht. Op 26 april 1860 heeft Muhammad as-Sadiq Pasha-Bey de orde hervormd.
Het lint was geel met twee rode strepen aan iedere zijde. Het zeer kostbare kleinood was een ster die geheel uit in zilver gezette diamanten bestond.
In het midden en op de rand waren grotere roosgeslepen diamanten gezet. De diamant in het midden van het kleinood was in veel gevallen een grote steen, een zogenaamde solitair. De guirlandes werden met kleinere diamanten, briljanten genoemd, bezet. De diamanten op de strik boven het ronde juweel zijn verschillend van grootte. Ook de gesp die het mogelijk maakt om het juweel aan het lint te dragen is met diamanten bezet.
Omdat het om individuele opdrachten aan diamantairs en edelsmeden gaat zijn er verschillen in het aantal diamanten en hun kwaliteit aan te wijzen. De basisvorm van de orde is tot aan het einde van het Koninkrijk Tunesië gelijk gebleven.
Men droeg het kleinood aan een met diamanten bezette gesp en een lint om de hals. Deze zeer kostbare orde werd zeer zelden verleend; naast prinsen uit Tunis en andere staten mochten enkele staatsmannen deze onderscheiding ontvangen.
Er zijn geen keten of ster van deze orde bekend. De orde wordt afgebeeld als een van de pronkstukken in het grote wapen van de bey van Tunis, een wapen dat ook als wapen van het koninkrijk dienst heeft gedaan.
De orde werd tot 1958 verleend en in 1959 door de Republiek Tunesië afgeschaft.